# Хосе Марія Кабраль
Генерал Хосе Марія Кабраль-і-Луна (12 грудня 1816 — 28 лютого 1899) — домініканський військовий та політичний діяч, президент країни з серпня 1866 до січня 1868 року. Також обіймав неофіційний пост глави держави за часів національно-визвольної боротьби проти іспанської анексії.
17 серпня 1865 року він скасував такі види покарань, як смертна кара та вигнання у Домініканській Республіці.